# Sistema lineal
Un sistema lineal es un modelo matemático de un sistema basado en el uso de un operador lineal. Los sistemas lineales generalmente exhiben características y propiedades que son mucho más simples que el caso no lineal. Como abstracción matemática o idealización, los sistemas lineales encuentran aplicaciones importantes en la teoría del control automático, el procesamiento de señales y las telecomunicaciones. Por ejemplo, el medio de propagación para sistemas de comunicación inalámbrica a menudo puede ser modelado por sistemas lineales. 

## Definición
Un conjunto finito de ecuaciones lineales en un conjunto finito de variables, por ejemplo, {\displaystyle x_{1},x_{2},...,x_{n}} o {\displaystyle x,y,...,z} se llama un sistema de ecuaciones lineales o un sistema lineal.
Un sistema determinista general puede ser descrito por un operador, {\displaystyle H}, que asigna una entrada, {\displaystyle x(t)}, como una función de {\displaystyle t} a una salida, {\displaystyle y(t)}, un tipo de descripción de caja negra. Los sistemas lineales satisfacen la propiedad de superposición. Dadas dos entradas válidas 
{\displaystyle x_{1}(t)\,}
{\displaystyle x_{2}(t)\,}
así como sus respectivos resultados 
{\displaystyle y_{1}(t)=H\left\{x_{1}(t)\right\}}
{\displaystyle y_{2}(t)=H\left\{x_{2}(t)\right\}}
entonces un sistema lineal debe satisfacer 
{\displaystyle \alpha y_{1}(t)+\beta y_{2}(t)=H\left\{\alpha x_{1}(t)+\beta x_{2}(t)\right\}}
para cualquier valor escalar {\displaystyle \alpha \,} y {\displaystyle \beta \,}. 
El sistema se define entonces por la ecuación {\displaystyle H(x(t))=y(t)}, donde  {\displaystyle y(t)} es alguna función arbitraria del tiempo,  y {\displaystyle x(t)} es el estado del sistema. Dado  {\displaystyle y(t)} y  {\displaystyle H}, el sistema puede resolverse por {\displaystyle x(t)}. Por ejemplo, un oscilador armónico simple obedece a la ecuación diferencial: 
{\displaystyle m{\frac {d^{2}(x)}{dt^{2}}}=-kx}
Si 
{\displaystyle H(x(t))=m{\frac {d^{2}(x(t))}{dt^{2}}}+kx(t)}
entonces {\displaystyle H} es un operador lineal. Dejando {\displaystyle y(t)=0}, podemos reescribir la ecuación diferencial como {\displaystyle H(x(t))=y(t)}, que muestra que un oscilador armónico simple es un sistema lineal. 
El comportamiento del sistema resultante sometido a una entrada compleja puede describirse como una suma de respuestas a entradas más simples. En sistemas no lineales, no existe tal relación. Esta propiedad matemática hace que la solución de ecuaciones de modelado sea más simple que muchos sistemas no lineales. Para sistemas invariantes en el tiempo, esta es la base de la respuesta al impulso o los métodos de respuesta en frecuencia (consulte la teoría del sistema LTI), que describe una función de entrada general {\displaystyle x(t)} en términos de impulsos unitarios o componentes de frecuencia. 
Las ecuaciones diferenciales típicas de los sistemas lineales invariantes en el tiempo están bien adaptadas al análisis utilizando la transformada de Laplace en el caso continuo y la transformada Z en el caso discreto (especialmente en implementaciones de computadora). 
Otra perspectiva es que las soluciones a los sistemas lineales comprenden un sistema de funciones que actúan como vectores en sentido geométrico. 
Un uso común de los modelos lineales es describir un sistema no lineal por linealización. Esto generalmente se hace por conveniencia matemática. 

## Respuesta de impulso variable en el tiempo
La respuesta de impulso variable en el tiempo h (t2, t1) de un sistema lineal se define como la respuesta del sistema en el tiempo t = t2 a un impulso individual aplicado en el tiempo t = t1. En otras palabras, si la entrada x (t) a un sistema lineal es 
{\displaystyle x(t)=\delta (t-t_{1})\,}
donde δ (t) representa la función delta de Dirac, y la respuesta correspondiente y (t) del sistema es 
{\displaystyle y(t)|_{t=t_{2}}=h(t_{2},t_{1})\,}
entonces la función h(t2, t1) es la respuesta de impulso variable del tiempo del sistema. Como el sistema no puede responder antes de que se aplique la entrada, se debe cumplir la siguiente condición de causalidad: 
{\displaystyle h(t_{2},t_{1})=0,t_{2}<t_{1}}

## La integral de convolución
La salida de cualquier sistema lineal general de tiempo continuo está relacionada con la entrada por una integral que puede escribirse en un rango doblemente infinito debido a la condición de causalidad: 
{\displaystyle y(t)=\int _{-\infty }^{t}h(t,t')x(t')dt'=\int _{-\infty }^{\infty }h(t,t')x(t')dt'}
Si las propiedades del sistema no dependen del tiempo en el que se opera, entonces se dice que es invariante en el tiempo y h () es una función solo de la diferencia de tiempo τ = tt', que es cero para τ<0 (a saber t <t'). Por redefinición de h () es posible escribir la relación entrada-salida de manera equivalente en cualquiera de las formas, 
{\displaystyle y(t)=\int _{-\infty }^{t}h(t-t')x(t')dt'=\int _{-\infty }^{\infty }h(t-t')x(t')dt'=\int _{-\infty }^{\infty }h(\tau )x(t-\tau )d\tau =\int _{0}^{\infty }h(\tau )x(t-\tau )d\tau }
Los sistemas lineales invariantes en el tiempo se caracterizan más comúnmente por la transformación de Laplace de la función de respuesta al impulso llamada función de transferencia que es: 
{\displaystyle H(s)=\int _{0}^{\infty }h(t)e^{-st}\,dt.}
En aplicaciones, esta suele ser una función algebraica racional de s. Debido a que h(t) es cero para t negativa, la integral puede escribirse igualmente sobre el rango doblemente infinito y poner s = iω sigue la fórmula para la función de respuesta de frecuencia: 
{\displaystyle H(i\omega )=\int _{-\infty }^{\infty }h(t)e^{-i\omega t}dt}

## Sistemas de tiempo discreto
La salida de cualquier sistema lineal de tiempo discreto está relacionada con la entrada por la suma de convolución variable en el tiempo: 
{\displaystyle y[n]=\sum _{m=-\infty }^{n}{h[n,m]x[m]}=\sum _{m=-\infty }^{\infty }{h[n,m]x[m]}}
o equivalente para un sistema invariante en el tiempo al redefinir h (), 
{\displaystyle y[n]=\sum _{k=0}^{\infty }{h[k]x[n-k]}=\sum _{k=-\infty }^{\infty }{h[k]x[n-k]}}
donde 
{\displaystyle k=n-m\,}
representa el tiempo de retraso entre el estímulo en el tiempo m y la respuesta en el tiempo n. 